# Vanessa Wilson
Vanessa Wilson (ur. 20 sierpnia 1986 roku) – kanadyjska, a od 2015 roku węgierska zapaśniczka. Zajęła 25 miejsce na mistrzostwach świata w 2018. Brązowa medalistka mistrzostw panamerykańskich w 2012. Trzecia na akademickich MŚ w 2008. Dziewiąta na mistrzostwach Europy w 2016. Jedenasta w igrzyskach europejskich w 2015. Zawodniczka University of Calgary.
Mistrzyni Węgier w 2013 i 2015 roku.